# Alan Stewart, Earl of Menteith
Alan Stewart, Earl of Menteith († zwischen November 1306 und 13. März 1309) war ein schottischer Adliger.

## Herkunft
Alan Stewart entstammte der schottischen Familie Stewart. Er war der älteste Sohn von Alexander Stewart, Earl of Menteith und von dessen Frau Maud de Arnot. Sein Vater kämpfte im Schottischen Unabhängigkeitskrieg auf schottischer Seite gegen den englischen König Eduard I., der die Oberherrschaft über Schottland beanspruchte. Sein Vater starb vor März 1306, so dass Alan den Titel Earl of Menteith erbte.

## Rolle im Schottischen Unabhängigkeitskrieg
Angesichts der englischen Überlegenheit hatten sich bis Anfang 1304 fast alle schottischen Adligen dem englischen König unterworfen gehabt. Anfang 1306 rebellierte jedoch Robert Bruce, Earl of Carrick gegen den englischen König. Er ließ sich im März 1306 zum König der Schotten krönen. Menteith war einer der drei schottischen Earls, die bei der Krönung in Scone anwesend waren. Als die Engländer jedoch gegen die Rebellion von Bruce militärisch vorgingen, musste sich Menteith nach der Niederlage in der Schlacht bei Methven ergeben. Der englische König erklärte seinen Titel und Besitz für verwirkt. Der englische König vergab den Titel von Menteith an seinen Gefolgsmann John Hastings mit der Auflage, Menteith in England oder in seiner walisischen Burg Abergavenny gefangen zu halten. Menteith starb in der Gefangenschaft.

## Ehe und Erbe
Menteith hatte eine Marjory geheiratet, deren Herkunft unbekannt ist. Mit ihr hatte er mindestens zwei Kinder: 
- Alan Stewart († nach 1315)
- Mary Stewart, Countess of Menteith († vor 29. April 1360) ⚭ John Graham, Earl of Menteith († 1347)

Sein Sohn Alan geriet ebenfalls in englische Gefangenschaft und konnte nie den Titel seines Vaters übernehmen. Robert Bruce übertrug 1308 oder 1309 die Verwaltung des Earldom Menteith, aber nicht den Titel an Alans Onkel John of Rusky. Den Anspruch auf den Titel erbte schließlich Alans Tochter Mary. Sie verzichtete aber offenbar auf den Anspruch, der daraufhin an ihren Onkel Murdoch Stewart, einen Bruder ihres Vaters überging. Murdoch Stewart wurde vermutlich 1323 von König Robert Bruce zum Earl of Menteith erhoben. Nach seinem Tod 1332 fiel der Anspruch auf den Titel jedoch wieder zurück an Mary Stewart.